# Meihuaquan laojia
Il Meihuaquan Laojia (Struttura antica del Pugilato del Fiore di Prugno) è la struttura base che viene insegnata ai praticanti di Baijiazhi Meihuaquan. Almeno in Italia e in Europa il termine Meihuaquan Laojia non è molto usato: questa struttura, infatti viene indicata spesso con il termine di "5 Shaolin".
Il termine Shaolin in questo caso è utilizzato impropriamente e nasce unicamente in Italia, per dare credito alla voceria che si praticasse lo Shaolin Classico dell'Henan.
In Cina questa struttura è divisa in quattro Duan, cioè parti o sezioni, e può essere praticata ripetendosi a specchio, formando così otto direzioni spaziali.
A Taiwan, dove il Baijiazhi conta almeno tre sequenze fondamentali, essa corrisponde alla Meihuaquan Yi Lu Jia.
Nella scuola del maestro Chang Dsu Yao, dove si studia il Kung Fu Shaolin Meihuaquan insieme ad altri stili, invece sono 5, i cosiddetti "5 Shaolin":
- Shaolin Chuan Ti I Lu;
- Shaolin Chuan Ti Ehr Lu;
- Shaolin Chuan Ti San Lu;
- Shaolin Chuan Ti Si Lu;
- Shaolin Chuan Ti Wu Lu.